# تالماسونس

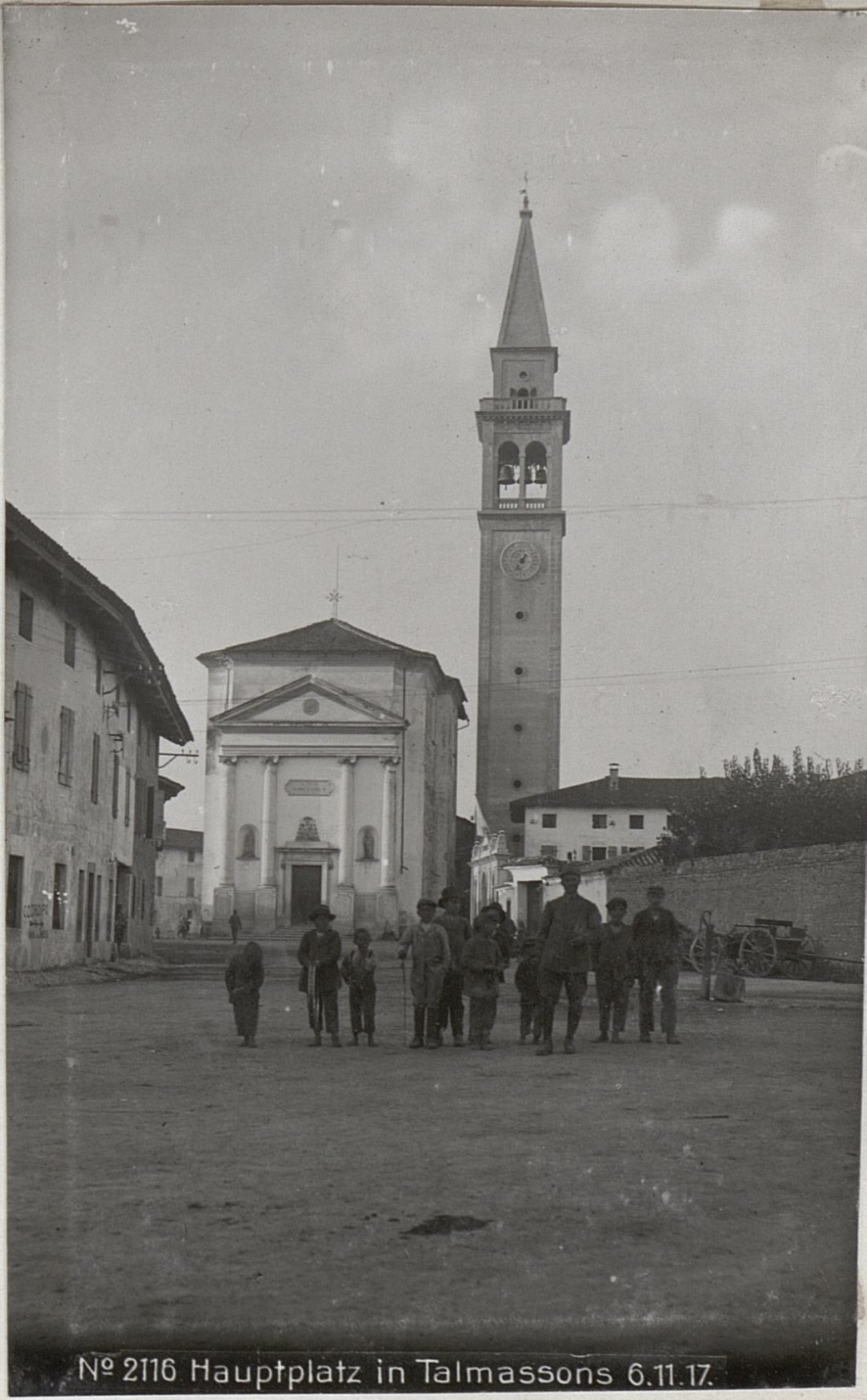
منطقه مسکونی در ایتالیا

تالماسونس (به ایتالیایی: Talmassons) یک کومونه در ایتالیا است که در استان اودینه واقع شده‌است. تالماسونس ۴۳٫۰ کیلومتر مربع مساحت و ۴٬۱۸۰ نفر جمعیت دارد.